# Сторі-Сіті (Айова)
Сторі-Сіті (англ. Story City) — місто (англ. city) в США, в окрузі Сторі штату Айова. Населення — 3352 особи (2020).

## Географія
Сторі-Сіті розташоване за координатами 42°11′9″ пн. ш. 93°35′13″ зх. д. / 42.18583° пн. ш. 93.58694° зх. д. (42.185743, -93.586885).  За даними Бюро перепису населення США в 2010 році місто мало площу 7,26 км², з яких 7,25 км² — суходіл та 0,01 км² — водойми.

## Демографія
Згідно з переписом 2010 року, у місті мешкала 3431 особа в 1472 домогосподарствах у складі 895 родин. Густота населення становила 473 особи/км².  Було 1586 помешкань (218/км²).
Расовий склад населення:
| - 97,2 % — білих - 0,4 % — азіатів - 0,3 % — чорних або афроамериканців - 0,1 % — корінних американців - 1,3 % — осіб інших рас |

До двох чи більше рас належало 0,7 %. Частка іспаномовних становила 3,1 % від усіх жителів.
За віковим діапазоном населення розподілялося таким чином: 22,7 % — особи молодші 18 років, 54,3 % — особи у віці 18—64 років, 23,0 % — особи у віці 65 років та старші. Медіана віку мешканця становила 44,4 року. На 100 осіб жіночої статі у місті припадало 86,9 чоловіків;  на 100 жінок у віці від 18 років та старших — 83,5 чоловіків також старших 18 років.
Середній дохід на одне домашнє господарство  становив 63 950 доларів США (медіана — 52 330), а середній дохід на одну сім'ю — 76 130 доларів (медіана — 63 367). Медіана доходів становила 45 838 доларів для чоловіків та 36 579 доларів для жінок. За межею бідності перебувало 8,5 % осіб, у тому числі 11,3 % дітей у віці до 18 років та 10,1 % осіб у віці 65 років та старших.
Цивільне працевлаштоване населення становило 1623 особи. Основні галузі зайнятості: освіта, охорона здоров'я та соціальна допомога — 32,1 %, виробництво — 15,9 %, мистецтво, розваги та відпочинок — 11,5 %.